# Zhaotong
Zhaotong (chinês: 昭通) é uma cidade da província de Iunã, na China. Localiza-se no sul do país. A cidade tem 352,831 habitantes.